# Pore
Pore é um município da Colômbia, localizado no departamento de Casanare.